# Parque Nacional do Vale das Flores
Vale das Flores é um parque nacional em Uttaranchal, na Índia. Declarado parque nacional em 1982, estende-se por uma área de 87.50 km².

## Fauna
O parque abriga fauna como o tahr, o leopardo-das-neves, o cervo-almiscarado, a raposa-vermelha, o urso-preto-asiático e uma grande variedade de borboletas.

## Flora
Flores, principalmente orquídeas, papoilas, prímulas, calêndulas, margaridas e anemones, cobrem o chão. Florestas alpinas de bétulas e rododendros cobrem partes do parque.